# Gorgonia stricta
Gorgonia stricta är en korallart som beskrevs av Bertoloni. Gorgonia stricta ingår i släktet Gorgonia och familjen Gorgoniidae. Inga underarter finns listade i Catalogue of Life.